# 鬱滞性皮膚炎
鬱滞性皮膚炎（うったいせいひふえん）とは、静脈の循環不全に起因する慢性の皮膚疾患である。

## 頻度
比較的よくみられる。大部分は中高年で、男女差は女性に比較的多い。

## 原因
妊娠、長時間の立ち仕事などによる下肢の慢性的な血流の鬱滞。下肢静脈瘤・血栓性静脈炎と合併して起こることが多い。動静脈瘻、先天性静脈拡張症などの先天性疾患でも起こるが、この場合、年少時より生じる。

## 症状
下肢に浮腫があり、下腿の下1/3に出現する。浮腫に続き、褐色色素斑・点状出血・紫斑が出現する。そして痒みも誘発し掻いて湿疹を併発する。

## 治療
外用剤としてステロイドが使われる。抗アレルギー薬なども痒みに応じて使用する。

## 生活上の注意
長時間の立ち仕事は避けるべきである。